# Whiteface Reservoir, Minnesota
Xã Whiteface Reservoir (tiếng Anh: Whiteface Reservoir Township) là một xã thuộc quận St. Louis, tiểu bang Minnesota, Hoa Kỳ. Năm 2010, dân số của xã này là 473 người.